# Ti ripresento i tuoi
Ti ripresento i tuoi (La ch'tite famille) è un film francese del 2018 diretto da Dany Boon, con protagonisti Dany Boon, Laurence Arné e Line Renaud.

## Trama
Un designer di mobili di Parigi proveniente da una famiglia operaia del nord nasconde, vergognandosene, le sue origini. Ne deriveranno equivoci e complicazioni quando la sua famiglia decide di andarlo a trovare a Parigi e un incidente stradale gli farà perdere la memoria degli ultimi anni facendolo ritornare come era da ragazzo. Riscoprirà le sue origini e dopo aver ritrovato la memoria prenderà una decisione su quale persona vorrà  essere.

## Personaggi
- Valentin Duquenne: è un designer di fama internazionale che si è trasferito a Parigi da giovane, rinnega le sue umili origini tenendo nascosta la verità a tutti. Dopo un incidente perde la memoria portandolo a dare più valore a quello che realmente conta, la sua compagna e la famiglia.
- Constance Brandt: compagna di Valentin che farà di tutto per aiutarlo a recuperare la memoria.
- Gustave, Louloute e Britney: fratello di Valentin, sua moglie e la loro figlia; si trovano in grandi difficoltà economiche e cercano l'aiuto di Valentin con un sotterfugio.
- Jacques Duquenne e Suzanne: sono i genitori di Valentin; Jacques è arrabbiato con Valentin per essersene andato da giovane e non essere mai tornato a trovarlo; Susanne attende ogni giorno di poter rivedere Valentin.
- Alexander Brandt: è il cinico padre di Costance; pensa solo al denaro e non al benessere della figlia e di Valentin.

## Produzione
Jordan Mintzer di The Hollywood Reporter ha dichiarato che il film non era specificamente un sequel del precedente film di Boon, Giù al Nord, ma era "più vicino a un progetto spin-off". Boon ha dichiarato che nel 2014 ha scritto una seconda bozza di un seguito di Giù al Nord ma che "non era soddisfatto, mancava qualcosa". Mentre era impegnato a sviluppare Raid - Una poliziotta fuori di testa, Boon ha iniziato a lavorare anche a Ti ripresento i tuoi.

## Distribuzione
Ti ripresento i tuoi è stato distribuito in Francia il 28 febbraio 2018. Nel suo weekend di apertura ha incassato 16 739 183 $, debuttando al primo posto al botteghino francese. Il film ha incassato un totale di 46 316 363 $ in Francia.
In Italia è stato trasmesso direttamente in televisione su Sky Cinema Uno il 3 giugno 2022.

## Remake
Il film ha avuto un remake italiano nel 2022 intitolato Quasi orfano, diretto da Umberto Carteni e interpretato da Riccardo Scamarcio e Vittoria Puccini.

## Accoglienza
Jordan Mintzer di The Hollywood Reporter ha affermato che Boon "porta decisamente il suo concetto il più lontano possibile e poi, inchioda alcune solide risate lungo la strada che tuttavia finiscono per esaurirsi a metà strada".